# Abdij van Niedermünster

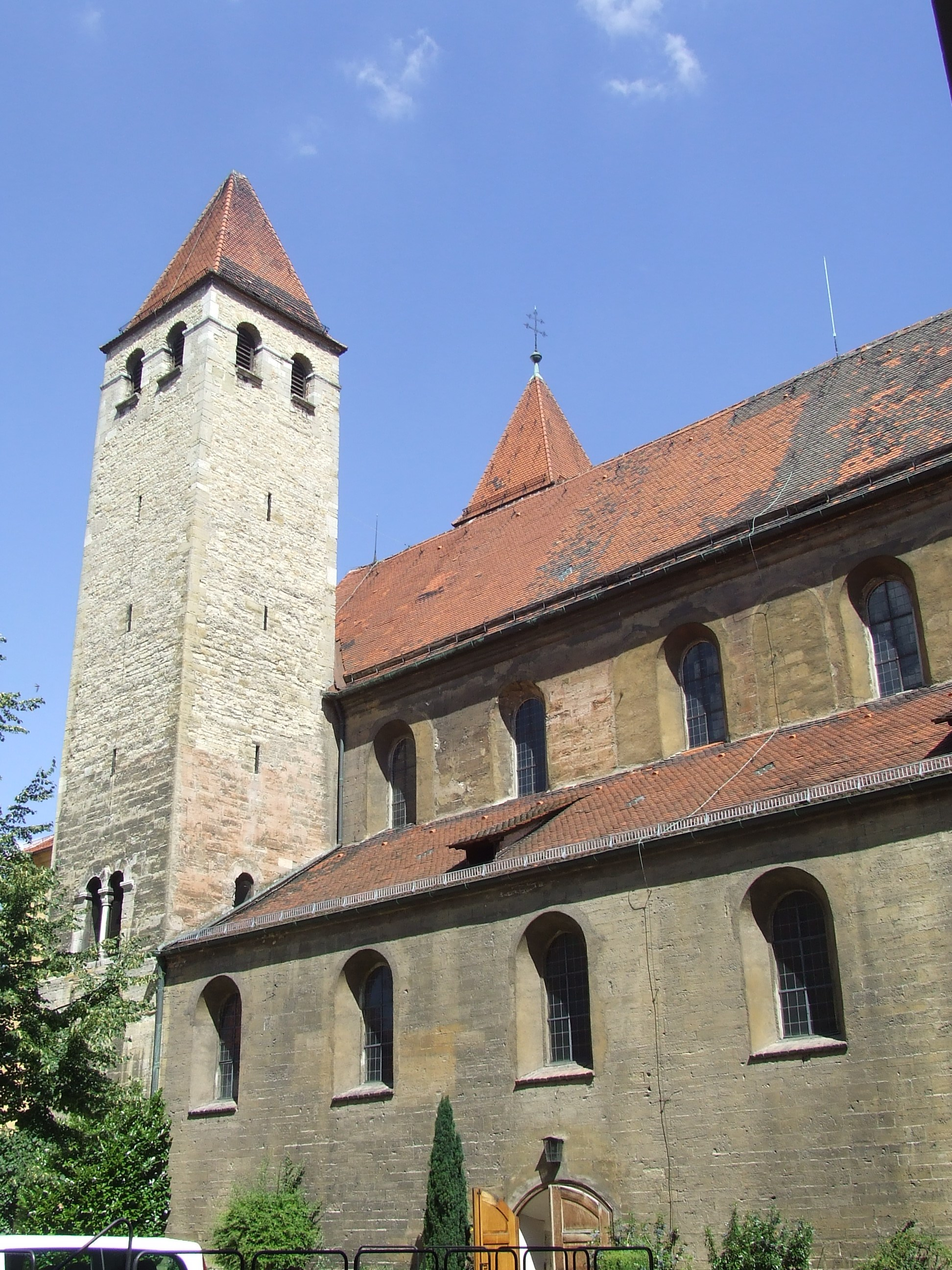
Abdijkerk van Niedermünster

De Abdij van Niedermünster was een tot de Beierse Kreits behorende vorstelijke abdij binnen het Heilige Roomse Rijk.
Het klooster lag binnen de muren van de rijksstad Regensburg.
Omstreeks 890 wordt het klooster voor het eerst vermeld. Het klooster werd opnieuw gevestigd door hertogin Judith van Beieren, de echtgenote van hertog Hendrik I. Omstreeks 973 trad de hertogin zelf in het klooster. In 1002 werd het klooster onder keizer Hendrik II rijksvrij. Sinds 1229 stond het klooster onder bescherming van de paus. In het begin van de dertiende eeuw kreeg de abdis de vorstelijke waardigheid.
Paragraaf 25 van de Reichsdeputationshauptschluss van 25 februari 1803 voegde de abdij bij een nieuwe staat: het vorstendom Regensburg, dat weer deel uitmaakt van het keurvorstendom van de aartskanselier.
In een verdrag van 16 februari 1810 met Frankrijk stond de keurvorst (die inmiddels sinds 1806 de titel vorst-primaat droeg) het vorstendom Regensburg en dus ook de voormalige abdij Niedermünster af aan Frankrijk, dat het vervolgens afstond aan het koninkrijk Beieren.

## Abdissen van Niedermünster
- Wildrade van Lernberg 900-928
- Tutta I van Reidenburg 928-942
- Himetrade van Hohenburg 942- < 974
- Judith van Beieren 974-990
- Richenza I van Limburg 990-994
- Kunigunde I van Kirchberg 994-1002
- Uda I van Kirchberg 1002-1025
- Heilka I van Rothenburg 1025-1052
- Gertrudis I van Hals 1052-1065
- Mathilde I van Luppurg 1065-1070
- Heilka II van Franken 1070-1089
- Uda II van Marburg 1089-1103
- Richenza II van Zolling 1103-1109
- Mathilde II van Kirchberg 1109-1116
- Richenza III van Abensberg 1116-1126
- Richenza IV van Dornburg 1126-1130
- Heilka III van Kirchberg 1130-1136
- Kunigunde II van Kirchberg 1136-1177
- Tutta II van Falkenstein 1177-1180
- Adelheid I van Wolffershausen 1180-1190
- Bertha van Frontenhausen 1190-1197
- Heilka IV van Rotheneck 1197-1218
- Heilka V van Wittelsbach 1218-1224
- Frideruna van Falkenstein 1224-1229
- Mathilde III van Henffenfeld 1229-1239
- Tutta III van Dalmässing 1239-1242
- Irmgard I van Scheyern 1242-1245
- Hildegard van Kirchberg 1245-1249
- Kunigunde III van Stein 1249-1257
- Kühnheit Pinzingerin 1257-1259 ?
- Wilburg van Lobsingen 1259 ?-1261
- Tutta IV van Putingen 1261-1264
- Gertrudis II van Stein 1264-1271
- Wilburg van Lobsingen 1271-1273 (erneut)
- Elisabeth I Stauffin van Stauffenburg 1273-1276
- Hedwig Kropflin 1276-1285
- Kunigunde IV Hainkhoverin 1285-1300
- Adelheid II van Treidenberg 1300-1304
- Irmgard II van Köfering 1304-1314
- Euphemia van Winzer 1314-1333
- Elisabeth II van Eschen 1333-1340
- Petrissa van Weidenberg 1340-1353
- Margaretha I Gösslin van Altenburg 1353-1361
- Margaretha II Pinzingerin 1361-1365
- Elisabeth III van Rhein 1365-1391
- Sophia van Daching 1391-1410
- Catharina I van Egloffstein 1410-1413
- Barbara I Höfferin 1413-1417
- Herzenleid van Wildenwarth 1417-1422
- Anna I van Streitberg 1422-1427
- Beatrix van Rotheneck 1427
- Osanna van Streitberg 1427-1444
- Ursula van Tauffkirchen-Hohenrain en Höchlenbach 1444-1448
- Ottilia van Abensberg 1448-1475 mit
- Margaretha III van Paulstorff 1469-1475
- Agnes van Rothafft 1475-1520
- Barbara II van Aham 1520-1569
- Anna II van Kirmbreith 1569-1598
- Catharina II Scheifflin 1598-1605
- Eva van Uhrhausen 1605-1616
- Anna Maria van Salis 1616-1652
- Maria Margaretha van Sigertshofen 1652-1675
- Maria Theresia van Muggenthal 1675-1693
- Regina Recordin van Rein en Hamberg 1693-1697
- Johanna Franziska Sibylla van Muggenthal 1697-1723
- Maria Katharina Helena van Aham-Neuhaus 1723-1757
- Anna Katharina van Dücker-Hasslen-Urstein-Winkel 1757-1768
- Anna Febronia Elisabeth van Speth-Zwyfalten 1769-1789
- Maria Franziska Xaveria van Königfeld 1789-1793
- Maria Violanta van Lerchenfeld-Premberg 1793-1801
- Maria Helena van Freien-Seiboltsdorf 1801-1803